# قائمة رؤساء حكومات تونس
رئيس حكومة تونس هو رأس الحكومة التونسية منذ إنشاء المكتب عام 1800 حتى إلغائه عام 1957 بإعلان الجمهورية. تم إحياء المنصب في عام 1969 في ظل النظام الجمهوري. كان هناك 15 رئيس وزراء لتونس منذ إنشاء المنصب في عام 1969. وكان هذا المنصب قائما قبل الاستقلال حيث عين باي تونس وزيرا كبيرا لرئاسة الحكومة. ومع ذلك، تم إلغاؤها عندما تم إعلان الجمهورية في عام 1957. نص دستور تونس 1959 ينص على نظام رئاسي حيث كان الرئيس هو رئيس الدولة ورئيس الحكومة. في نوفمبر 1969، أعاد الرئيس الحبيب بورقيبة المنصب بتعيين الباهي الأدغم ليكون أول رئيس وزراء في ظل النظام الجمهوري.
قبل الثورة التونسية كان دور رئيس الوزراء يقتصر على مساعدة الرئيس. مع اعتماد دستور تونس 2014 في عام 2014، توسعت السلطات الدستورية، مما جعل رئيس الوزراء مسؤولاً عن السياسات الداخلية الرئيسية، لكن مع عودة البلاد لنظام رئاسي من جديد مع اعتماد دستور 2022، تقلصت صلاحيات رئيس الحكومة. أصغر شخص تولى رئاسة الوزراء كان يوسف الشاهد في الأربعين من عمره، وأكبرهم هو الباجي قائد السبسي البالغ من العمر 85 عامًا. يوجد حاليا سبعة رؤساء وزراء سابقين على قيد الحياة. آخر رئيس وزراء سابق توفي هو حامد القروي في 27 مارس 2020. في 29 سبتمبر 2021 قام الرئيس قيس سعيد بتعيين نجلاء بودن في منصب رئيسة الحكومة، لتصبح أول امرأة تشغل منصب رئيسة الوزراء في تونس والوطن العربي. تم بعدها اعتماد دستور جديد لتونس ذو طابع رئاسي وذلك في 25 يوليو 2022، يشغل منصب رئيس الحكومة التونسية الآن سارة زعفراني زنزري منذ 20 مارس 2025.

## القائمة
| النظام الملكي | النظام الملكي | النظام الملكي | النظام الملكي | النظام الملكي | النظام الملكي | النظام الملكي | النظام الملكي                       |
| الرقم | الصورة | الإسم (الميلاد–الوفاة)                                                                                                  | مدة العهدة | مدة العهدة | الحزب | الحزب | رأس الدولة (الإسم–عهدة–مدة)         |
| --- | --- | --- | --- | --- | --- | --- | ----------------------------------- |
| 1 | | رجب خزندار (ق. 1720–1797)                                                                                               | 12 قبراير 1759 | 26 مايو 1782 | | مستقل | علي باي بن حسين بن علي (1759–1782)  |
| 2 | | مصطفى خوجة (ق. 1720–1800)                                                                                               | 26 مايو 1782 | 1800 | | مستقل | حمودة باشا (1782–1814)              |
| 3 | | يوسف صاحب الطابع (ق. 1765–1815)                                                                                         | 1800 | 23 يناير 1815 | | مستقل | عثمان باي (1814)                    |
| 4 | | محمد العربي زروق خزندار (1760–1822)                                                                                     | 1815 | 1822 | | مستقل | محمود باي بن حمودة (1814–1824)      |
| 5 | | حسين خوجة (ق. 1780–1857)                                                                                                | 1822 | 1829 | | مستقل | حسين باي بن محمد (1824–1835)        |
| 6 | | شاكير صاحب الطابع (ق. 1790–1837)                                                                                        | 1829 | 1837 | | مستقل | مصطفى باي (1835–1837)               |
| 7 | | مصطفى صاحب الطابع (1784–1861)                                                                                           | 1837 | 1855 | | مستقل | أحمد باي بن مصطفى (1837–1855)       |
| 8 | | مصطفى خزندار (1817–1878)                                                                                                | 1855 | 22 أكتوبر 1873 | | مستقل | محمد باي بن حسين (1855–1859)        |
| 9 | | خير الدين التونسي (1822–1890)                                                                                           | 22 أكتوبر 1873 | 21 يوليو 1877 | | مستقل | محمد الصادق باي (1859–1882)         |
| 10 | | محمد خزندار (ق. 1810–1889)                                                                                              | 21 يوليو 1877 | 24 أغسطس 1878 | | مستقل | محمد الصادق باي (1859–1882)         |
| 11 | | مصطفى بن إسماعيل (ق. 1850–1887)                                                                                         | 24 أغسطس 1878 | 12 سبتمبر 1881 | | مستقل | محمد الصادق باي (1859–1882)         |
| (10) | | محمد خزندار (ق. 1810–1889)                                                                                              | 12 سبتمبر 1881 | أكتوبر 1882 | | مستقل | محمد الصادق باي (1859–1882)         |
| 12 | | محمد العزيز بوعتور (1825–1907)                                                                                          | أكتوبر 1882 | 4 قبراير 1907 | | مستقل | علي باي الثالث (1882–1902)          |
| 12 | محمد الهادي باي (1902–1906)                                                                                             | محمد العزيز بوعتور (1825–1907)                                                                                          | أكتوبر 1882 | 4 قبراير 1907 | | مستقل |                                     |
| 13 | | محمد الجلولي (1834–1908)                                                                                                | 18 قبراير 1907 | يونيو 1908 | | مستقل | محمد الناصر بن محمد باي (1906–1922) |
| 14 | | يوسف جعيط (1830–1915)                                                                                                   | يونيو 1908 | يونيو 1915 | | مستقل | محمد الناصر بن محمد باي (1906–1922) |
| 15 | | محمد الطيب الجلولي (1857–1944)                                                                                          | أكتوبر 1915 | مايو 1922 | | مستقل | محمد الناصر بن محمد باي (1906–1922) |
| 16 | | مصطفى الدنقزلي (1865–1926)                                                                                              | مايو 1922 | 20 أكتوبر 1926 | | مستقل | محمد الحبيب باي (1922–1929)         |
| 17 | | خليل بوحاجب (1863–1942)                                                                                                 | 3 نوفمبر 1926 | 2 مارس 1932 | | مستقل | محمد الحبيب باي (1922–1929)         |
| 18 | | الهادي الأخوة (1872–1949)                                                                                               | 2 مارس 1932 | 31 ديسمبر 1942 | | مستقل | أحمد باي بن علي باي (1929–1942)     |
| 19 | | محمد شنيق (1889–1976)                                                                                                   | 1 يناير 1943 | 15 مايو 1943 | | الحزب الحر الدستوري | محمد المنصف باي (1942–1943)         |
| 20 | | صلاح الدين البكوش (1883–1959)                                                                                           | 15 مايو 1943 | 21 يوليو 1947 | | مستقل | محمد الأمين باي (1956–1957)         |
| 21 | | مصطفى الكعاك (1893–1984)                                                                                                | 21 يوليو 1947 | 17 أغسطس 1950 | | مستقل | محمد الأمين باي (1956–1957)         |
| (19) | | محمد شنيق (1889–1976)                                                                                                   | 17 أغسطس 1950 | 26 مارس 1952 | | الحزب الحر الدستوري | محمد الأمين باي (1956–1957)         |
| (20) | | صلاح الدين البكوش (1883–1959)                                                                                           | 12 أبريل 1952 | 2 مارس 1954 | | مستقل | محمد الأمين باي (1956–1957)         |
| 22 | | محمد الصالح مزالي (1896–1984)                                                                                           | 2 مارس 1954 | 6 يوليو 1954 | | مستقل | محمد الأمين باي (1956–1957)         |
| المنصب شاغر (6 يوليو 1954 – 7 أغسطس 1954). كان الأمين العام للحكومة جورج دوبوازات مسؤولاً عن شؤونها.                     | | | | | | | محمد الأمين باي (1956–1957)         |
| 23 | | الطاهر بن عمار (1889–1985)                                                                                              | 7 أغسطس 1954 | 11 أبريل 1956 | | الحزب الحر الدستوري | محمد الأمين باي (1956–1957)         |
| 24 | | الحبيب بورقيبة (1903–2000)                                                                                              | 11 أبريل 1956 | 25 يوليو 1957 | | الحزب الحر الدستوري الجديد                                                                                              | محمد الأمين باي (1956–1957)         |
| النظام الجمهوري | | | | | | |                                     |
| الرقم | الصورة | الإسم (الميلاد–الوفاة)                                                                                                  | مدة العهدة | مدة العهدة | الحزب | الحزب | رأس الدولة (الإسم–عهدة–مدة)         |
| المنصب شاغر (25 يوليو 1957 – 7 نوفمبر 1969). النظام الجمهوري: يتولى الرئيس إدارة الحكومة (حكومة الحبيب بورقيبة الثانية) | المنصب شاغر (25 يوليو 1957 – 7 نوفمبر 1969). النظام الجمهوري: يتولى الرئيس إدارة الحكومة (حكومة الحبيب بورقيبة الثانية) | المنصب شاغر (25 يوليو 1957 – 7 نوفمبر 1969). النظام الجمهوري: يتولى الرئيس إدارة الحكومة (حكومة الحبيب بورقيبة الثانية) | المنصب شاغر (25 يوليو 1957 – 7 نوفمبر 1969). النظام الجمهوري: يتولى الرئيس إدارة الحكومة (حكومة الحبيب بورقيبة الثانية) | المنصب شاغر (25 يوليو 1957 – 7 نوفمبر 1969). النظام الجمهوري: يتولى الرئيس إدارة الحكومة (حكومة الحبيب بورقيبة الثانية) | المنصب شاغر (25 يوليو 1957 – 7 نوفمبر 1969). النظام الجمهوري: يتولى الرئيس إدارة الحكومة (حكومة الحبيب بورقيبة الثانية) | المنصب شاغر (25 يوليو 1957 – 7 نوفمبر 1969). النظام الجمهوري: يتولى الرئيس إدارة الحكومة (حكومة الحبيب بورقيبة الثانية) | الحبيب بورقيبة (1957–1987)          |
| 25 | | الباهي الأدغم (1913–1998)                                                                                               | 7 نوفمبر 1969 | 2 نوفمبر 1970 | | الحزب الاشتراكي الدستوري                                                                                                | الحبيب بورقيبة (1957–1987)          |
| 26 | | الهادي نويرة (1911–1993)                                                                                                | 2 نوفمبر 1970 | 23 أبريل 1980 | | الحزب الاشتراكي الدستوري                                                                                                | الحبيب بورقيبة (1957–1987)          |
| 27 | | محمد مزالي (1925–2010)                                                                                                  | 23 أبريل 1980 | 8 يوليو 1986 | | الحزب الاشتراكي الدستوري                                                                                                | الحبيب بورقيبة (1957–1987)          |
| 28 | | رشيد صفر (1933–2023) | 8 يوليو 1986 | 2 أكتوبر 1987 | | الحزب الاشتراكي الدستوري                                                                                                | الحبيب بورقيبة (1957–1987)          |
| 29 | | زين العابدين بن علي (1936–2019)                                                                                         | 2 أكتوبر 1987 | 7 نوفمبر 1987 | | الحزب الاشتراكي الدستوري                                                                                                | الحبيب بورقيبة (1957–1987)          |
| 30 | | الهادي البكوش (1930–2020)                                                                                               | 7 نوفمبر 1987 | 27 سبتمبر 1989 | | التجمع الدستوري الديمقراطي                                                                                              | زين العابدين بن علي (1987–2011)     |
| 31 | | حامد القروي (1927–2020)                                                                                                 | 27 سبتمبر 1989 | 17 نوفمبر 1999 | | التجمع الدستوري الديمقراطي                                                                                              | زين العابدين بن علي (1987–2011)     |
| 32 | | محمد الغنوشي (ولد في 1941)                                                                                              | 17 نوفمبر 1999 | 27 فبراير 2011 | | التجمع الدستوري الديمقراطي                                                                                              | زين العابدين بن علي (1987–2011)     |
| 33 | | الباجي قائد السبسي (1926–2019)                                                                                          | 27 فبراير 2011 | 24 ديسمبر 2011 | | مستقل | فؤاد المبزع (2011)                  |
| 34 | | حمادي الجبالي (ولد في 1949)                                                                                             | 24 ديسمبر 2011 | 14 مارس 2013 | | حركة النهضة | المنصف المرزوقي (2011–2014)         |
| 35 | | علي العريض (ولد في 1955)                                                                                                | 14 مارس 2013 | 29 يناير 2014 | | حركة النهضة | المنصف المرزوقي (2011–2014)         |
| 36 | | مهدي جمعة (ولد في 1962)                                                                                                 | 29 يناير 2014 | 6 فبراير 2015 | | مستقل | المنصف المرزوقي (2011–2014)         |
| 37 | | الحبيب الصيد (ولد في 1949)                                                                                              | 6 فبراير 2015 | 27 أغسطس 2016 | | مستقل | الباجي قائد السبسي (2014–2019)      |
| 38 | | يوسف الشاهد (ولد في 1975)                                                                                               | 27 أغسطس 2016 | 27 فبراير 2020 | | نداء تونس | الباجي قائد السبسي (2014–2019)      |
| 38 | | يوسف الشاهد (ولد في 1975)                                                                                               | 27 أغسطس 2016 | 27 فبراير 2020 | تحيا تونس | محمد الناصر (2019) |                                     |
| 39 | | إلياس الفخفاخ (ولد في 1972)                                                                                             | 27 فبراير 2020 | 2 سبتمبر 2020 | | التكتل الديمقراطي من أجل العمل والحريات                                                                                 | قيس سعيد (2019–)                    |
| 40 | | هشام المشيشي (ولد في 1974)                                                                                              | 2 سبتمبر 2020 | 25 يوليو 2021 | | مستقل | قيس سعيد (2019–)                    |
| شاغر المنصب (25 يوليو 2021 – 11 أكتوبر 2021). أصدر الرئيس توجيهاته للحكومة مؤقتًا بعد الأزمة السياسية.                   | | | | | | | قيس سعيد (2019–)                    |
| 41 | | نجلاء بودن (ولد في 1958)                                                                                                | 11 أكتوبر 2021 | 2 أغسطس 2023 | | مستقل | قيس سعيد (2019–)                    |
| 42 | | أحمد الحشاني (ولد في 1956)                                                                                              | 2 أغسطس 2023 | 7 أغسطس 2024 | | مستقل | قيس سعيد (2019–)                    |
| 43 | | كمال المدوري (ولد في 1974)                                                                                              | 7 أغسطس 2024 | 20 مارس 2025 | | مستقل | قيس سعيد (2019–)                    |
| 44 | | سارة الزعفراني (ولدت في 1963)                                                                                           | 21 مارس 2025 | | | مستقل | قيس سعيد (2019–)                    |

## خصوصيات في النظام الجمهوري
- نجلاء بودن هي أول امرأة تتولى هذا المنصب في تونس وعربيا.
- لم يسمى أي وزير أول أو رئيس حكومة مرتين في فترتين منقطعتين.
- ثلاثة وزراء أول أصبحوا بعد ذلك رؤساء جمهورية: الحبيب بورقيبة، زين العابدين بن علي، الباجي قائد السبسي.
- الحبيب بورقيبة، كان بين 1957 و1969، رئيسا للجمهورية التونسية ورئيسا للحكومة في نفس الوقت، دون تسمية رسمية في هذه الأخيرة. كذلك قيس سعيد كان بين 25 جويلية 2021 و11 أكتوبر من نفس السنة يجمع بين منصبي رئيس الجمهورية والحكومة دون تسمية رسمية في الأخيرة وذلك بعد اتخاذه لتدابير استثنائية أقال بموجبها رئيس الحكومة آنذاك هشام المشيشي.
- وزيرين أوّلين شغلا في وقت ما من حياتهم منصب رئيس مجلس النواب: رشيد صفر (بعد توليه منصب الوزير الأول)، الباجي قائد السبسي (قبل توليه منصب الوزير الأول).
- رئيس الحكومة الوحيد الذي عمل بعد ذلك كنائب في مجلس نواب الشعب هو علي العريّض.
- أكبر وزير أول عند وصوله للمنصب هو الباجي قائد السبسي في عمر 85 سنة.
- أصغر رئيس حكومة عند وصوله للمنصب هو يوسف الشاهد في عمر 40 سنة.
- أطول مدة في منصب وزير أول أو رئيس حكومة: محمد الغنوشي (11 سنةً و 3 أشهرٍ و 10 أيامٍ).
- أقصر مدة في منصب وزير أول أو رئيس حكومة: زين العابدين بن علي (شهر واحد و 5 أيامٍ).
- وزراء أول أو رؤساء حكومات لا زالوا على قيد الحياة: رشيد صفر، محمد الغنوشي، حمادي الجبالي، علي العريّض، مهدي جمعة، الحبيب الصيد، يوسف الشاهد، إلياس الفخفاخ، هشام المشيشي، نجلاء بودن، أحمد الحشاني

عدد التعيينات حسب رؤساء الجمهورية:
- عَيّن الحبيب بورقيبة 5 وزراء أوائل في 30 سنة.
- عَيّن زين العابدين بن علي 3 وزراء أوائل في 23 سنة.
- عَيّن الرئيس المؤقت فؤاد المبزع وزيرين أوّلين في 10 أشهر.
- عَيّن المنصف المرزوقي 3 وزراء أوائل في 3 سنوات.
- عَيّن الباجي قائد السبسي وزيرين أوّلين في 5 سنوات.
- عَيّن قيس سعيد 4 وزراء أوائل منذ 27 فبراير 2020.

## مقالات ذات صلة
- الوزارة الكبرى (تونس)
- رئاسة الحكومة (تونس)
- رئيس الحكومة التونسية
- حكومة تونس

## وصلات خارجية
- الموقع الرسمي لرئاسة الحكومة التونسية.
- الموقع الإخباري الرسمي لرئاسة الحكومة التونسية.
- حكومات ما قبل الثورة، على موقع القصبة، الموقع الإخباري الرسمي لرئاسة الحكومة التونسية.